# Anne-Élisabeth d'Anhalt-Bernbourg
Anne-Élisabeth d'Anhalt-Bernbourg (19 mars 1647 à Bernbourg – 3 septembre 1680 à Bernstadt, maintenant Bierutów), était une princesse d'Anhalt-Bernbourg par la naissance et par mariage duchesse de Wurtemberg-Bernstadt.

## Biographie
Anne-Élisabeth est la fille du prince Christian II d'Anhalt-Bernbourg (1599-1656) et sa femme Éléonore Sophie (1603-1675), la fille du duc Jean de Schleswig-Holstein-Sonderbourg. Elle a épousé le 13 mars 1672 à Bernstadt le duc Christian-Ulrich Ier de Wurtemberg-Oels. Ils ont eu sept enfants.
La duchesse était instruite et douée pour la musique, et était une chanteuse de talent. Elle parlait plusieurs langues couramment et a joué de nombreux instruments de musique. Elle a eu une influence considérable sur son mari et l'a conseillé dans les affaires de l'État.
Anne-Élisabeth est morte à la suite de complications dans son dernier accouchement le 3 septembre 1680.

## Descendance
1. Louise-Élisabeth de Wurtemberg-Oels (22 février 1673 à Bernstadt - 28 avril 1736 à Forst), princesse de Wurtemberg-Oels, épouse le duc Philippe de Saxe-Mersebourg-Lauchstadt.
2. Christian Ulrich (21 février 1674 à Bernstadt - 2 juillet 1674 à Bernstadt).
3. Léopold Victor (22 mai 1675 à Bernstadt - 30 avril 1676 à Bernstadt).
4. Frédérique Christine (13 mai 1676 à Bernstadt - 3 juin 1676 à Bernstadt).
5. Sophie-Angélique de Wurtemberg-Oels (30 mai 1677 à Bernstadt - 11 novembre 1700 à Pegau), princesse de Wurtemberg-Oels, épousa le duc Frédéric-Henri de Saxe-Pegau-Neustadt.
6. Éléonore Amöena (21 octobre 1678 à Breslau - 2 avril 1679 à Bernstadt).
7. Théodosie (20 juillet 1680 à Bernstadt; - 21 septembre 1680 à Bernstadt).